# Třída Alger
Třída Alger byla třída chráněných křižníků francouzského námořnictva. Celkem byly postaveny tři jednotky této třídy. Ve službě byly v letech 1891–1914. Jean Bart roku 1907 ztroskotal. Jeho sesterské křižníky byly vyřazeny.

## Stavba
Celkem byly postaveny tři jednotky této třídy. Do služby byly přijaty v letech 1891–1893. Stavbu provedly francouzské loděnice Arsenal de Cherbourg v Cherbourgu, Arsenal de Brest v Brestu a Arsenal de Rochefort v Rochefortu.
Jednotky třídy Alger:
| Jméno     | Loděnice             | Založení kýlu | Spuštěna           | Vstup do služby | Poznámka                                                 |
| --------- | -------------------- | ------------- | ------------------ | --------------- | -------------------------------------------------------- |
| Alger     | Arsenal de Cherbourg | 1887          | 23. listopadu 1889 | 1891            | Od roku 1911 hulk.                                       |
| Isly      | Arsenal de Brest     | 1887          | 23. června 1891    | 1893            | Vyškrtnut 1914.                                          |
| Jean Bart | Arsenal de Rochefort | 1887          | 24. října 1889     | 1891            | Dne 11. února 1907 ztroskotal na pobřeží Západní Sahary. |

## Konstrukce

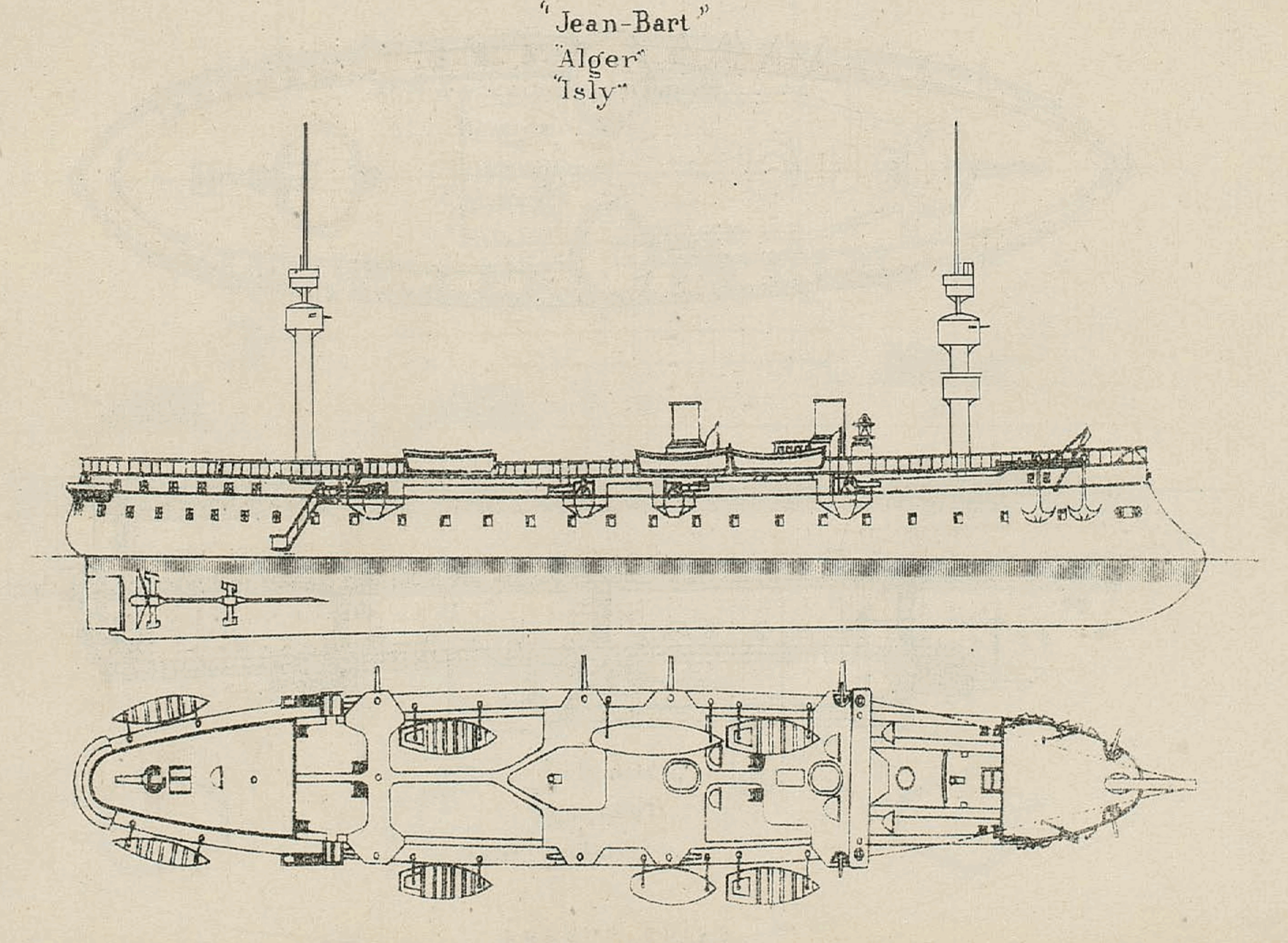
Základní uspořádání třídy

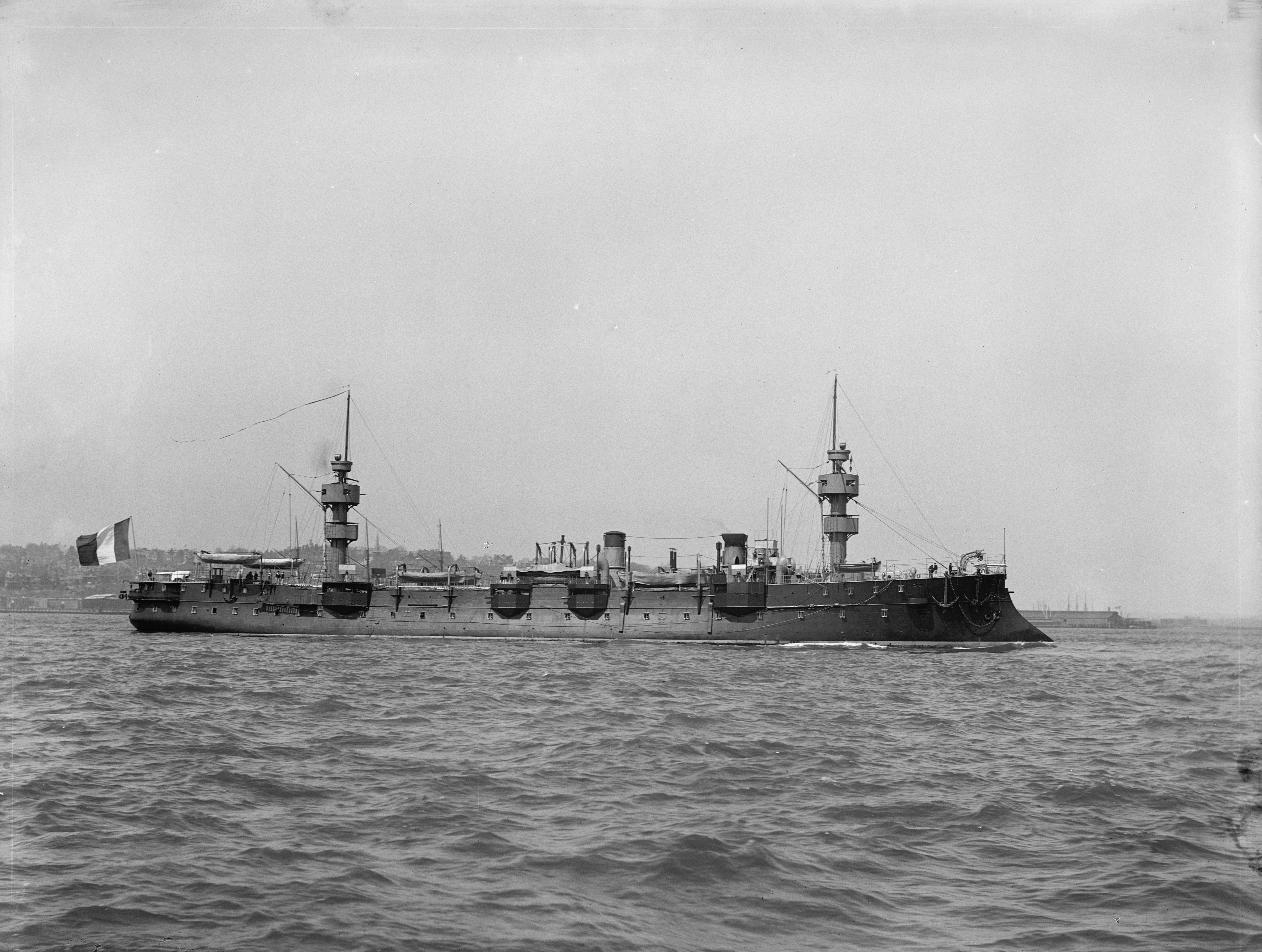
Jean Bart

### Alger
Křižníky měly trup opatřený klounem. Nesly dva bojové stěžně vybavené marsy. Hlavní výzbroj tvořily čtyři 165mm/28 kanóny M1881 umístěné po jednom na sponzonech na bocích trupu. Doplňovalo je šest 139mm/30 kanónů M1881, dva 65mm kanóny, osm 47mm kanónů Hotchkiss, osm 37mm pětihlavňových revolverových rotačních kanónů Hotchkiss a pět 350mm torpédometů. Základem pancéřové ochrany byla 50mm pancéřová paluba se 100mm skloněnými konci. Pancéřování chránilo rovněž můstek. Pohonný systém tvořilo 24 kotlů Belleville a dva parní stroje s trojnásobnou expanzí o výkonu 8000 hp, pohánějící dva lodní šrouby. Nejvyšší rychlost dosahovala devatenáct uzlů. Neseno bylo 860 tun uhlí. Dosah byl 6000 námořních mil při rychlosti 10 uzlů.

### IslyaJean Bart
Křižníky měly výzbroj posílenu o další čtyři 47mm kanóny a dva 37mm revolverové rotační kanóny Hotchkiss. Pancéřování můstku bylo zesíleno na 75 mm a 139mm kanóny dostaly 50mm štíty. Pohonný systém tvořilo osm cylindrických kotlů a dva parní stroje o výkonu 8000 hp, pohánějící dva lodní šrouby. Nejvyšší rychlost dosahovala 19,5 uzlu. Křižníky měly dva komíny. Neseno bylo 860 tun uhlí. Dosah se nezměnil.

### Modifikace
Během služby byly 139mm kanóny nahrazeny kanóny stejné ráže, ale modernějšího typu. Roku 1903 Jean Bart dostal osm nových kotlů Niclausse. Výkon pohonného systému se zvýšil na 10 000 hp a rychlost křižníku stoupla na 20 uzlů.